# Mòng biển bồ hóng

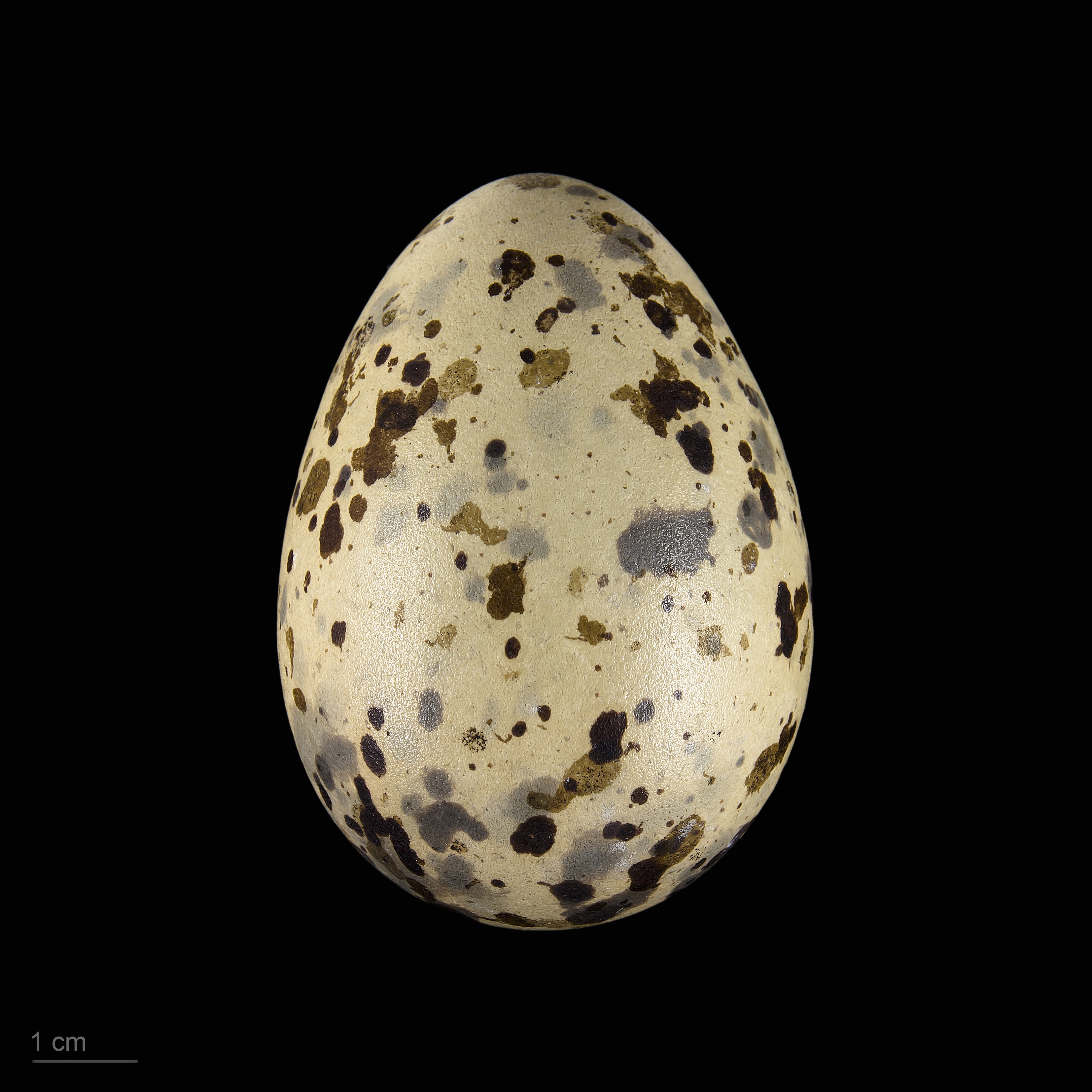
Ichthyaetus hemprichii

Mòng biển đen, tên khoa học Ichthyaetus hemprichii là một loài chim trong họ Laridae.